# Étrusque
Cet article concerne la langue étrusque. Pour le peuple étrusque, voir Étrusques.

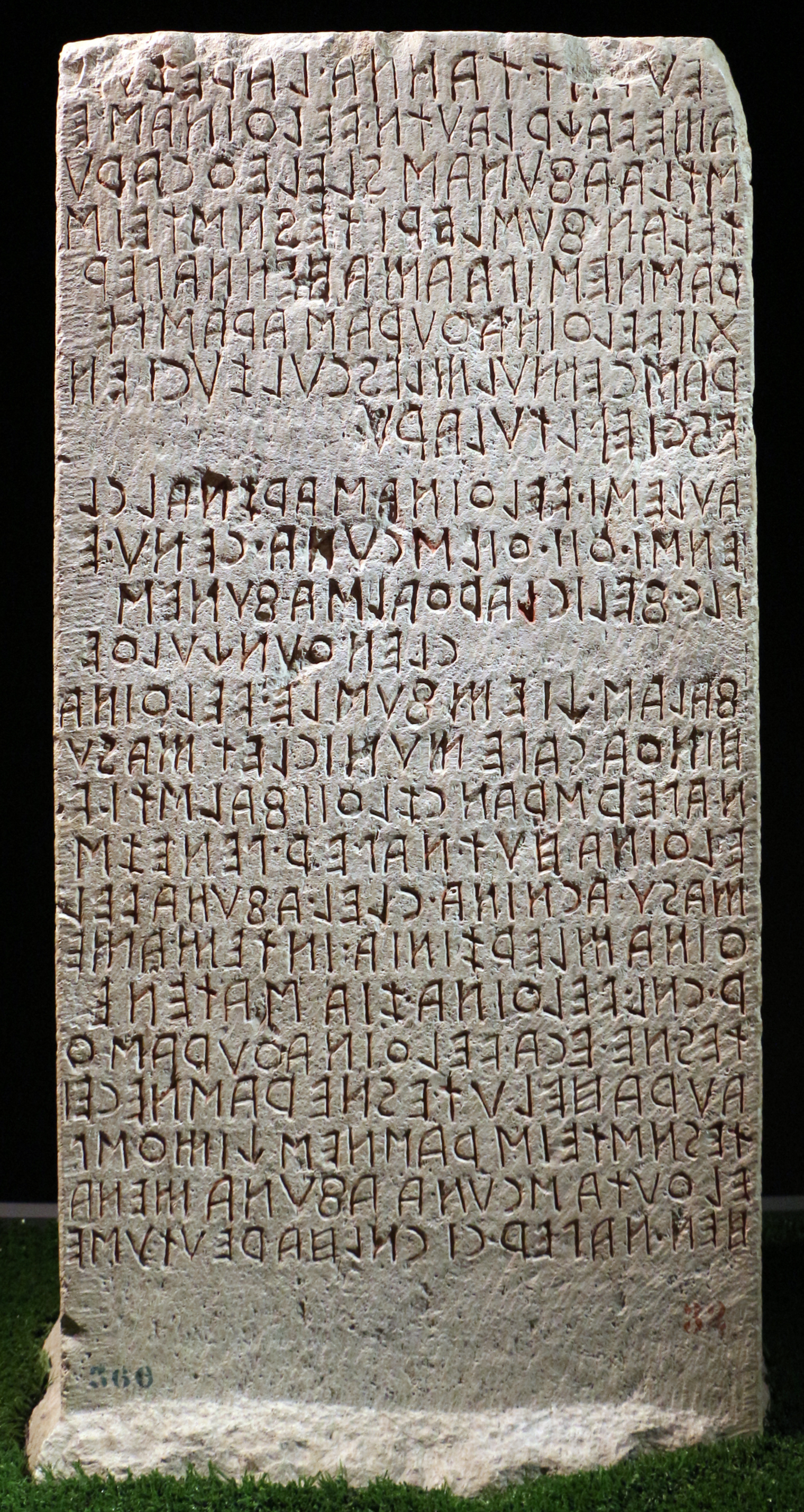
Face avant du cippe de Pérouse dit Cippo perugino.

L'étrusque fut parlé par les Étrusques sur le territoire de l'ancienne Étrurie, en Italie centrale, correspondant environ à l'actuelle Toscane (qui lui doit son nom), à partir du VIIIe siècle av. J.-C., jusqu'à son extinction en tant que langue vivante, aux alentours du IIe siècle av. J.-C.
Il existe un corpus, soit un ensemble d'inscriptions en langue étrusque conservées jusqu'à ce jour, dûment répertoriées et provenant pour la plupart d'entre elles de Campanie, du Latium, de Falerii et Faliscus, Véies, Caeré, Tarquinia et alentours, mais aussi d'endroits plus éloignés, hors de l'Étrurie, avec lesquels celle-ci entretenait d'étroits rapports diplomatiques ou commerciaux : ce qui deviendra à l'époque romaine la Gallia Narbonensis (la Narbonnaise) mais aussi la Corse, la Sardaigne et l'Afrique du Nord où Carthage était souveraine.
La seule langue attestée avec laquelle on ait trouvé une parenté avec l'étrusque est celle qui fut parlée dans l'île de Lemnos, avant l'invasion athénienne (VIe siècle av. J.-C.), où des stèles ont été trouvées comportant des inscriptions rédigées avec des caractères proches de ceux utilisés par les Étrusques.
En dehors de quelques dizaines de mots dont le sens est assuré ou probable, l'étrusque n'est toujours pas compris, et les grands textes qui sont parvenus sont intraduisibles.

## L'alphabet
L’alphabet étrusque était l'alphabet utilisé par les Étrusques pour la langue étrusque. Dans sa variante archaïque il comporte 26 lettres (dans le modèle reproduit sur les abécédaires les plus anciens) dont trois ne sont jamais utilisées en étrusque (B D O). On ne peut pas exclure non plus l'hypothèse selon laquelle le système alphabétique lacunaire utilisé, ne permettait pas de différencier certains sons à l'écrit  (notamment, le P et le B ;  le T et le D ;  le U et le O), qui auraient bel et bien existé distinctement à l'oral.  A noter que la lettre theta notait parfois un son /d/:  comme dans UDISTE, "Ulysse", où le son D connaissait parfois une graphie avec theta.
L'origine de la lettre C est la même que celle de la lettre latine G. L'étrusque ne semblant faire aucune différence entre les consonnes occlusives vélaires sourdes et sonores ([k] et [g] en API), l'alphabet étrusque utilisa la troisième lettre de l'alphabet grec, le gamma, pour transcrire [k].  

## Description linguistique

### Phonologie
Dans les tableaux suivant figurent les lettres des alphabets latin et grec utilisées pour transcrire l'étrusque, suivies de leur prononciation en API, puis du signe correspondant de l'alphabet étrusque, qui s'écrivait de droite à gauche.

#### Voyelles
L'étrusque a un système vocalique formé de quatre voyelles distinctes. Il n'y aurait pas de distinction phonologique entre les voyelles [o] et [u], possiblement simplement des allophones d'un unique phonème qui ressemblait plutôt à [o] ou [u], d'après les sons adjacents. C'est aussi le cas du nahuatl et d'autres langues qui ne distinguent pas [o] et [u]. Dans l'écriture, un seul signe est employé pour couvrir les emprunts du grec avec [[o, u, ɔ]]. (ex. grec κωθων kōthōn > étrusque qutun « jarre »).
|         | Antérieure | Centrale | Postérieure |
| ------- | ---------- | -------- | ----------- |
| Fermée  | i [i]      |          | u [u]       |
| Ouverte | e [e]      | a [ɑ]    | a [ɑ]       |

#### Consonnes
Le système consonantique étrusque distingue principalement les occlusives aspirées et les non-aspirées. Toutefois, il n'y a pas de différence entre les sourdes et les sonores, et [b], [d] et [g] se confondent, respectivement, avec [p], [t] et [k].
|            | Bilabiale | Bilabiale | Dentale  | Dentale | Alvéolaire | Palatale | Vélaire     | Vélaire | Glottale |
| ---------- | --------- | --------- | -------- | ------- | ---------- | -------- | ----------- | ------- | -------- |
| Occlusives | p [p]     | φ [pʰ]    | t, d [t] | θ [tʰ]  |            |          | c, k, q [k] | χ [kʰ]  |          |
| Fricatives | f [ɸ]     | f [ɸ]     | s [s]    | s [s]   | ś [ʃ]      |          |             |         | h [h]    |
| Affriquées |           |           | z [ts]   | z [ts]  |            |          |             |         |          |
| Nasales    | m [m]     | m [m]     | n [n]    | n [n]   |            |          |             |         |          |
| Latérales  |           |           | l [l]    | r [r]   |            |          |             |         |          |
| Spirantes  | v [w]     | v [w]     |          |         |            | i [j]    |             |         |          |

En se fondant sur le standard orthographique des écrits étrusques, qui ne marquent pas les voyelles ou contiennent une série de groupes de consonnes semblant impossibles à prononcer, dans des mots comme cl « de cette (génitif) » et lautn « homme libre », il est probable que « m », « n », « l » et « r » étaient parfois prononcées comme sonantes syllabiques. Ainsi, cl /kl̩/ et lautn /'lɑwtn̩/.

### Morphologie
L'étrusque est une langue agglutinante avec des cas grammaticaux.

## Textes
Outre les abécédaires et les inscriptions épigraphiques (voir Alphabet étrusque) que l'on trouve sur quantité d'objets comme les poteries, les tablettes à écrire (tablette de Marsiliana) ou les miroirs de bronze, sur les parois des tombes ou des sarcophages, des « inscriptions parlantes » généralement brèves et limitées aux nom et filiation des personnes auxquelles appartenaient ces objets ou ces sépultures, parmi les 10 000 textes retrouvés, les plus longs et les plus importants sont les suivants :

### Cippe de Pérouse

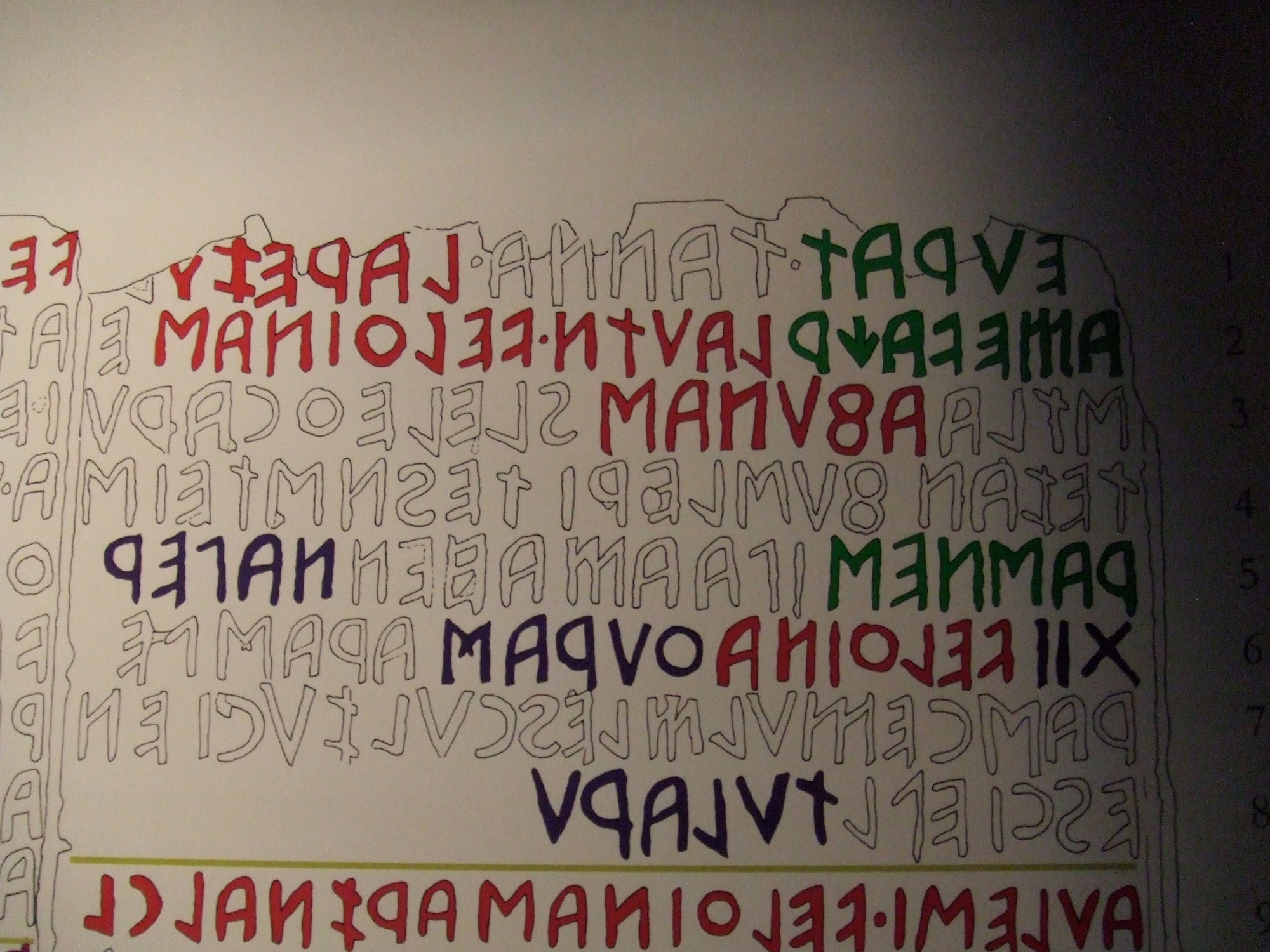
Transcription du texte du Cippe de Pérouse.

C'est une stèle, un cippe, découvert à Colle San Marco en 1822, contenant, gravés sur deux faces latérales, quarante-six lignes et une centaine de mots dextroverses, relatifs à un contrat passé entre deux familles à propos des limites des domaines respectifs, avec les désignations des parties, des lois invoquées et du dignitaire les faisant appliquer.

### Quatre inscriptions sur tablettes de plomb
Elles ont été trouvées :
- la première aux alentours de Rome à Santa Marinella, onze lignes, réponse oraculaire ou formule de nature rituelle ;
- la seconde, le disque de Magliano, à Magliano in Toscana, dans la Maremme, incisée en spirale et faisant allusion aux offrandes en l'honneur de plusieurs divinités ;
- la troisième à Volterra, comportant treize lignes et environ soixante mots, de nature vraisemblablement magico-rituelle ;
- la quatrième à Campiglia Marittima dans le nord de la Maremme, comportant dix lignes et une cinquantaine de mots, correspondant à une malédiction lancée par une affranchie à l'encontre de plusieurs personnes.

### Lamelles de Pyrgi
Incisions sur plaquettes d'or retrouvées dans le sanctuaire dédié à Astarté, deux inscriptions intéressantes en ce qu'elles ont été retrouvées avec une troisième rédigée en langue punique (dialecte du phénicien), donc une inscription bilingue. La première contient la dédicace, de la part d'un certain Thefarie Velianas, « magistrat » ou « seigneur » de Caeré, à la déesse assimilée ici à Uni (Héra-Junon), ainsi qu'une formule augurale. La seconde fait allusion aux cérémonies qui doivent être accomplies en son honneur. Découvertes en 1964.

### Momie de Zagreb

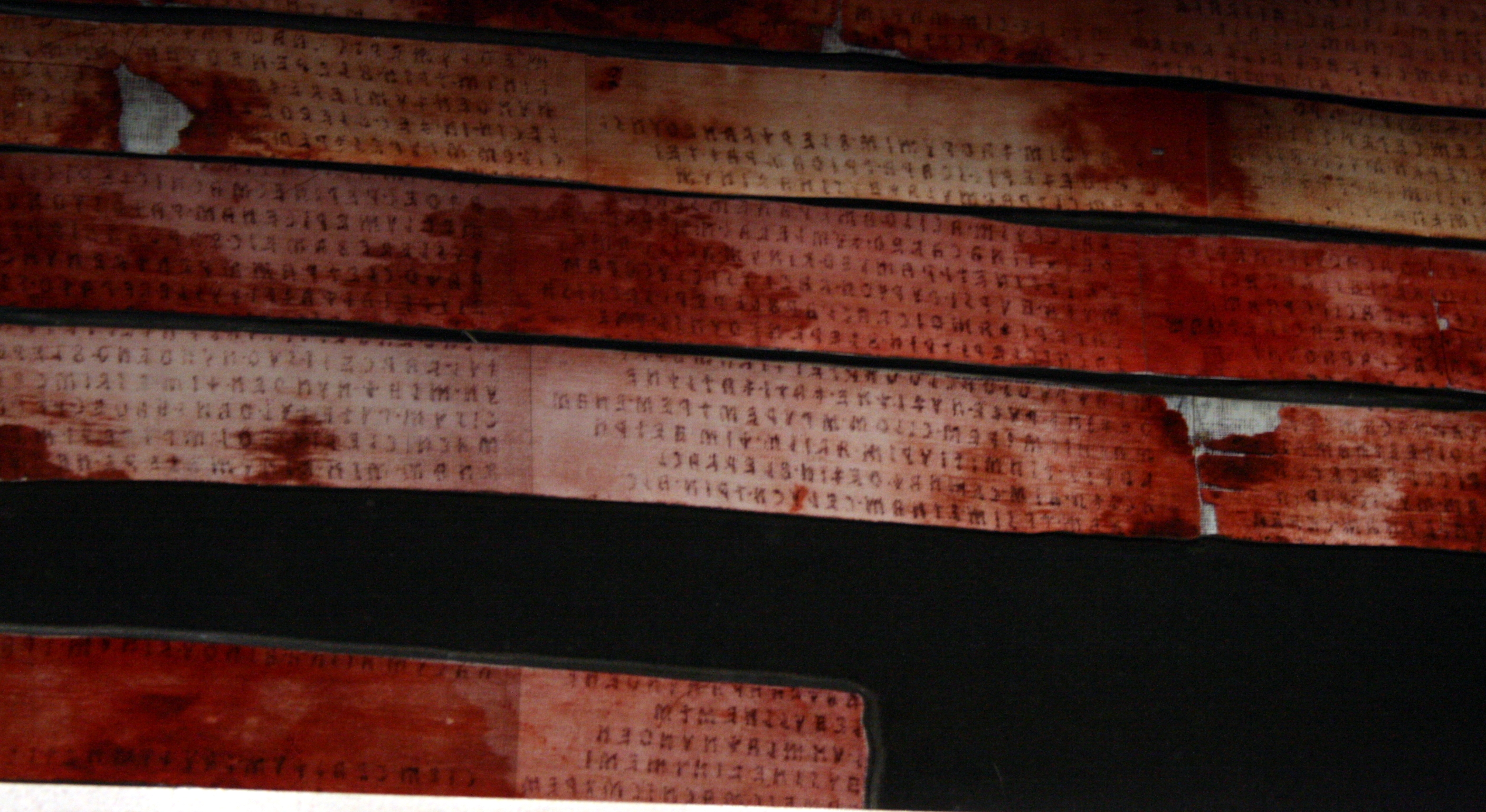
Les « bandelettes » du Liber linteus

Le texte est le plus important qui ait été retrouvé, par la longueur et par conséquent le contenu, vu la rareté et la brièveté des textes qui sont parvenus, et qu'il est convenu d'appeler le Liber linteus. Il s'agit d'un « livre », manuscrit sur toile de lin, servant de bandelettes enveloppant une momie trouvée en Égypte et conservée au Musée national de Zagreb en Croatie, d'où son nom. Datant du Ier siècle av. J.-C. environ, il s'agit d'un texte calligraphié en rouge et noir en une douzaine de colonnes verticales, et, sur les 230 lignes contenant environ 1 200 mots lisibles (plus une centaine qu'il est possible de déduire du contexte), 500 mots originaux émergent compte tenu des répétitions typiques des formules et invocations rituelles. On pourrait définir ce livre comme une sorte de calendrier religieux évoquant certaines divinités et les cérémonies à accomplir aux lieux et dates indiqués. Découvert en 1868 (acheté en Égypte en 1848-1849).

### Tabula Capuana
La Tabula Capuana ou tavola capuana, est une tablette en terre cuite datant du Ve siècle av. J.-C. contenant un texte en langue étrusque de 390 mots lisibles partagé en dix sections par des lignes horizontales, découverte en 1898 dans la nécropole de Santa Maria Capua Vetere, en Campanie, conservée auprès des Musées nationaux de Berlin.

### Tabula Cortonensis
Découverte en 1992 à Cortone, elle comporte 32 lignes de texte en langue étrusque sur une plaque en bronze fragmentée en huit morceaux (dont un manque).

### Stèle dePoggio Colla
En mars 2016, un groupe de chercheurs du Mugello Valley Archaeological Project a découvert sur le site de Poggio Colla en Toscane une stèle en pierre. Le bloc, qui pèse 227 kg et mesure environ 1 m de haut, faisait partie d'un temple sacré qui a été démoli il y a 2 500 ans pour en bâtir un autre à sa place. Restée enfouie pendant tout ce temps, la stèle est bien conservée. Elle comporte 70 lettres lisibles et des signes de ponctuation. Ces caractéristiques en font un des plus longs exemples d'écriture étrusque découverts . 
Les scientifiques sont convaincus que les paroles et les concepts gravés sur la pierre sont un témoignage de cette civilisation, puisque les connaissances actuelles sont essentiellement issues de nécropoles, tombes et objets funéraires. La stèle, de par sa provenance, pourrait fournir des détails sur la religion étrusque et sur les noms des divinités. La traduction sera effectuée par les chercheurs de l'Université du Massachusetts de Amherst.

### Autres traces écrites

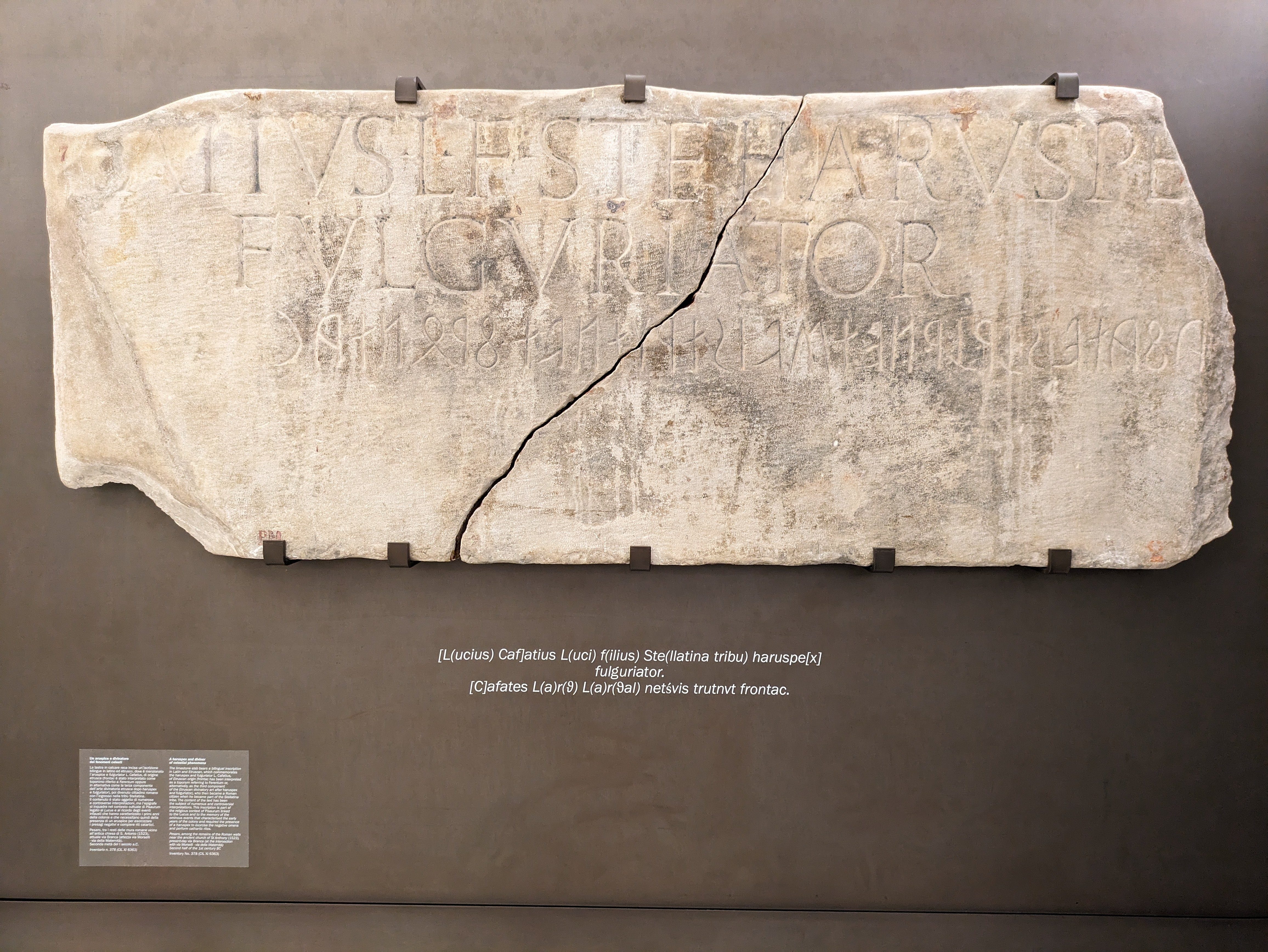
Bilingue de Pesaro

- Le bilingue de Pesaro, en étrusque et en latin, donnant le nom du défunt et de sa fonction.
- De petits vases (encriers ?) comportant l'alphabet entier et ordonné, sur le pourtour[6].
- Les inscriptions étrusques de l'Achensee, gravées sur les parois d'une grotte, dans le Tyrol autrichien.
- Les monnaies étrusques.

## Classification linguistique
Il n'y a pas consensus sur le lien éventuel de la langue étrusque avec la famille des langues indo-européennes, qui ont la particularité d'être synthétiques (à l'exception de l'arménien) alors que l'étrusque est une langue agglutinante, comme l'élamite, son contemporain, qui n'a jamais pu être liée aux langues sémitiques voisines ou aux langues indo-européennes.
Certains linguistes avancent des arguments en faveur d'un lien entre étrusque et langues indo-européennes. Ce sont tout d'abord des correspondances dans certains traits grammaticaux : formation du génitif en -s, voire d'autres cas de la flexion nominale, ordre des mots, certaines prépositions (hintha : en dessous) ou particules (-c : et ; cf. indo-européen *-kʷe dont est issu le latin -que). Toutefois, ce sont aussi des correspondances dans le lexique : Θezi, hece, tece : poser, faire, radical : dhē-; clan (fils), souvent cité comme preuve du caractère indiscutablement non-indo-européen de l'étrusque, se rapproche de formes celtes et tokhariennes, dont l'éloignement géographique garantit l'origine indo-européenne (irlandais clann : enfants, famille ; tokharien B kliye : femme) ; tin, jour, de dei-n, din, le pronom personnel à la première personne mi etc.
Certains chercheurs précisent le point de rattachement de l'étrusque à l'indo-européen. Pour Francisco Rodriguez Adrados et Jean Faucounau, l'étrusque est apparenté au lycien, langue indo-européenne du groupe anatolien, groupe considéré comme le plus archaïque (c'est-à-dire le plus anciennement détaché du tronc commun). Cet apparentement consisterait à penser que l'étrusque s'est détaché du tronc commun indo-européen encore plus tôt que l'anatolien (pour Faucounau et contrairement au consensus général, c'est également le cas du lycien). Pour d'autres, la proximité de l'étrusque au groupe anatolien serait plus nette si l'on prend en compte, à la suite d'Hérodote, le lydien (et non le lycien), langue parlée dans la région de la Lydie. Mais l'idée est la même : l'étrusque serait une langue issue du rameau indo-européen avant même le groupe anatolien.
Selon certains linguistes britanniques, elle appartiendrait à une « super-famille » que ceux-ci nomment « nostratique » ou « eurasienne ». Cette thèse intéressante ouvre de nombreuses perspectives puisqu'elle situerait l'origine de l'étrusque en des temps beaucoup plus reculés que l'époque à laquelle la recherche l'a généralement fait jusqu'à présent. Aussi s'agirait-il davantage non pas tant d'une langue indo-européenne que pré-indo-européenne, proto-indo-européenne en son stade le plus avancé. Cela expliquerait les nombreuses ressemblances qu'on a pu trouver à la langue étrusque avec soit certaines langues du pourtour de la mer Noire, par exemple, soit avec des langues définies comme non indo-européennes telles que les langues finno-ougriennes (finnois) ou le basque (cette dernière appartenant à une catégorie très ancienne du continent européen). Pour certaines, il s'agirait alors davantage de langues pré-indo-européennes que non indo-européennes, langues parlées de l'Atlantique à l'Indus, cristallisées à ce stade, et connaissant par la suite une évolution autonome.
Presque tout le lexique étrusque n'a effectivement pas de point commun identifiable avec les racines indo-européennes reconstruites. C'est, par exemple, la position de Bader, Sergent, et d'autres. Ils s'appuient sur la numération étrusque (ðu 1 ; zal 2 ; ci 3 ; sa 4 ; maχ 5 ; huð 6 ; sar 10) ainsi que quelques mots relatifs à la famille (ruva, frère ; seχ, sœur ; clan, fils, lupu, mourir, tiu, lune, mois) à leurs équivalents latins (unus, duo, tres, quattuor, quinque, sex, decem, frater, soror, filius, morire, luna) et indo-européens *(oinos, duwo, treyes, kwetwores, penkwe, s(w)eks, dekmt, bhrater, swesor, sunus, mer-, mans-), mais aussi spur cité ou encore al-, donner, etc. En sachant que la numération et les noms ayant trait à la famille comptent parmi ceux qui sont le moins susceptibles d'être empruntés à des substrats primitifs en raison de leur importance et de leur emploi quotidien, on ne peut qu'examiner avec la plus grande prudence un emprunt des numéraux à une langue aborigène non-indo-européenne. Il existe en outre une somme assez importante de vestiges néolithiques dans le voisinage de l'Étrurie, ainsi que des traces de langues non indo-européennes en toponymie.
Un certain nombre de mots, nettement minoritaires, n'appartiennent pas directement à la langue étrusque ; il s'agit d'emprunts « étrusquisés », faits aux langues des divers autres peuples que côtoyaient les Étrusques.
Maintenant, selon Mallory, l'hypothèse la plus économique consiste à voir dans les Étrusques un peuple indigène, de langue non-indo-européenne, ayant sans doute entretenu des liens commerciaux avec l'est du bassin méditerranéen.
Le débat est parfois faussé par les nombreuses polémiques qui ont agité les linguistes à propos de la connotation idéologique qu'a pu prendre pour certains le terme « indo-européen ». D'une part, cela a contribué à jeter une ombre sur une civilisation qui ne fut jamais qu'une civilisation du monde antique parmi les autres, et d'autre part, qu'elle soit ou non indo-européenne importe moins que la compréhension des textes. Or, cette langue est connue suffisamment pour que l'on puisse proposer des traductions (pas toujours consensuelles) des textes parvenus jusqu'à nous : dans l'ensemble, on sait de quoi parle un texte donné.

## Étrusque, langue des Tyrrhéniens?

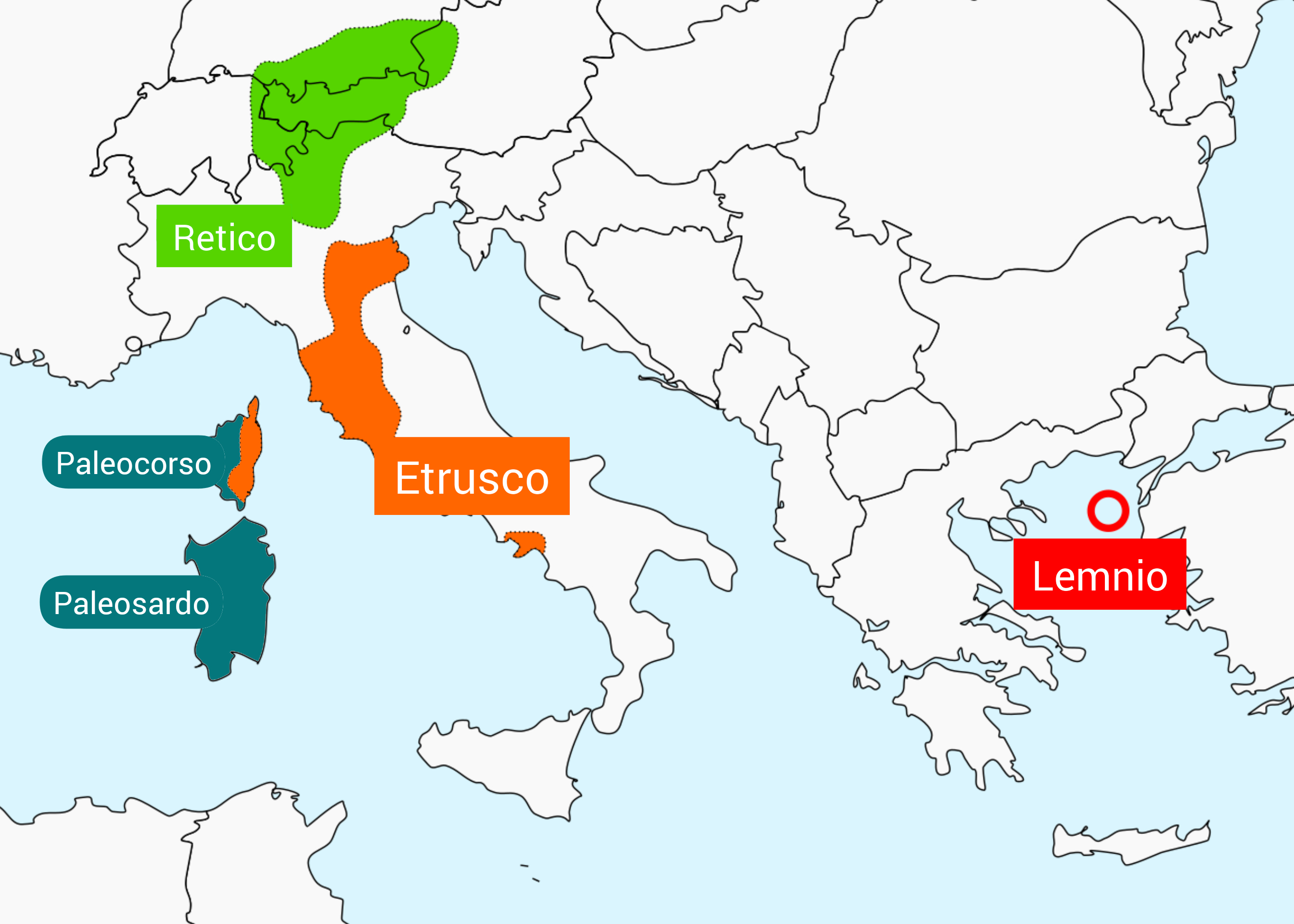
Aire linguistique regroupant la famille des langues nuragiques : paléosarde, paléocorse ; et la famille des langues tyrséniennes : étrusque, rhétique, lemnien, deux familles linguistiques qui ont de fortes ressemblances.

Les Tyrrhéniens forment une composante, la troisième et dernière, du peuple étrusque, recherchée par Angelo Di Mario, auteur d'une thèse controversée quant à la méthode de recherche (dite « citophonétique »), à travers les racines de leur langue. Selon lui, les Tyrrhéniens seraient partis d'Asie Mineure, corroborant ainsi la légende de l'Énéide selon laquelle ceux-ci venaient de Troie à la suite d'Énée, et plus précisément de Datassa/Darhutassa, « Dardanelles ». Ils auraient émigré, sillonnant la mer Égée, laissant trace de leur passage et permanence à Lemnos, en Crète et à travers l'Hellade, en Sardaigne et en Corse, avant de débarquer dans le Latium pour y fonder Rome, non loin de la ville des Sabins autochtones, apportant avec eux leur langue, que l'auteur définit comme anatolique et prégrecque.
Appelés Tyrseno (Tyrrhéniens) par leurs voisins grecs, ils se nommaient eux-mêmes Rasna (un terme démontré par des inscriptions étrusques comme meχl rasnal, « du peuple Tyrrhénien »).
Néanmoins, les résultats de l'étude la plus complète de paléogénétique portant sur des individus de la période étrusque contredit l'hypothèse selon laquelle les Étrusques seraient originaires du Moyen-Orient.
Le linguiste Helmut Rix a également proposé la réunion de l'étrusque, du lemnien et du rhétique (que l'on considérait jusqu'alors comme des isolats) au sein d'une famille tyrsénienne.

## Dialectes
Depuis le XIXe siècle, une théorie propose d'apparenter l'étrusque au rhétique, un idiome non-indo-européen des Alpes orientales qui présente des similitudes avec l'étrusque, mais on ne possède que trop peu de sources écrites valables pour établir de manière significative un lien concret entre ces langues. Sur cette ambiguïté concernant le dialecte étrusque, l'historien et linguiste Gilles Van Heems affirme :

« De fait, si l’on met à part les études spécifiquement diachroniques, qui ont permis de définir les traits particuliers de l’étrusque « archaïque » et la mise en évidence, très tôt, de la frontière graphique, mais aussi linguistique, entre les régions septentrionales et méridionales de l’Étrurie, rares sont les étruscologues qui ont emprunté la voie dialectologique ; et ils l’ont toujours fait dans des contributions brèves et centrées sur quelques points particuliers. Au contraire, les savants ont tous souligné l’uniformité ou l’unicité linguistique de l’étrusque et, dans une mesure comparable, quoique cela n’ait pas freiné, au contraire, les études dialectologiques, des langues italiques marquant une différence très nette avec le domaine grec du Ier millénaire. Or c’est là un fait qui ne nous étonne peut-être pas assez, nous modernes, habitués que nous sommes à des langues hautement standardisées. L’uniformité linguistique apparente doit en effet apparaître comme une « anomalie », dans la mesure où toute langue obéit à un mouvement naturel de différenciation dans le temps, dans l’espace ainsi que, « verticalement », en fonction du locuteur. »

— Gilles Van Heems.
Ces différentes approches sur le plan linguistique laisseraient supposer un postulat d'antériorité de la présence des Étrusques dans l'Europe du Sud par rapport à celle des celto-italiques. En regard de ces derniers, les Étrusques étaient donc indigènes à l'Italie et se seraient par la suite « celto-italisés » dans leur langue d'origine par le biais du commerce et du contact culturel.

## Exemple
Une inscription funéraire de Tarquinia, citée par Jean-Paul Thuillier, donne bien les limites de ce qui est connu ou non de la langue étrusque :
FELSNAS:LA:LETHES - SVALCE:AVIL:CVI - MURCE:CAPVE - TLECHE:HANIPALVSCLE
« Larth (prénom) Felsnas (nom de famille), fils de Lethe (nom du père, qui peut signifier « esclave » ou « descendant d'esclave »), a vécu 106 ans. Il a (x...) Capoue (y...) par Hannibal »
Si on arrive à lire sans difficulté les noms propres, les liens familiaux et certains termes sociaux comme « esclave », les verbes MVRCE (actif) et TLECHE (passif) restent mystérieux. On pourrait comprendre que le défunt a « défendu Capoue confiée par Hannibal » (il aurait combattu comme mercenaire dans l'armée carthaginoise), ou « repris Capoue conquise par Hannibal » (il aurait servi dans une cohorte auxiliaire de l'armée romaine) ou « restauré Capoue ruinée par Hannibal » (il aurait participé à la reconstruction de la ville après la 2e guerre Punique). Peut-être trouvera-t-on un jour les mêmes verbes dans un autre contexte qui permettra de trancher.

## Quelques mots connus
Certains degrés de parenté sont connus grâce aux inscriptions reportées dans les tombeaux : 
- apa (père)
- ati (mère)
- papa (grand-père)
- teta (grand-mère)
- clan (fils)
- seχ (fille)
- tusurθir (époux)
- puia (épouse)
- ruva (frère)
- papals (petit-fils)
- nefts (neveu?)

### Quelques prénoms révélés par l'épigraphie
- féminins :  Larθi  ; Ram(u)θa ; Ravenθu ; Θana(χvil)  ; Veli ;
- masculins : Larθ ; Laris ; Śeθre ; Aranθ ; Ve(ne)l ; Velθur

### La numération
Les dix premiers nombres, dont les six premiers inscrits sur les dés (les autres nombres ont été déduits par des additions explicites) :
- 1. θu
- 2. zal
- 3. ci
- 4. śa
- 5. maχ
- 6. huθ
- 7. semφ
- 8. *cepz
- 9. nurφ
- 10. sar
- 20. zaθrum

À partir de 30, les dizaines se forment en ajoutant le suffixe -alχ au nombre de l'unité (ex: cialχ = 30).

### Quelques mots étrusques conservés en latin et en français
Les Latins ont emprunté un certain nombre de mots étrusques comme haruspex (« devin ») et lanista (« maître de gladiateurs »). Quelques-uns sont encore fréquents en français, comme histrion  (« comédien », devenu péjoratif), mécène (nom d'un ministre romain d'origine étrusque, devenu nom commun en français) et personne ; ce dernier viendrait du nom de Phersu, personnage masqué et barbu, à la fois menaçant et comique, qui apparaissait dans les spectacles funéraires. En latin, persona a désigné le masque de théâtre, puis le rôle, avant de prendre un sens plus général.

### Les noms des dieux
Sont connus principalement Tinia, dieu de la foudre (Jupiter) ; Uni, son épouse (Junon) ; Aita / Calu, dieu des Enfers (Pluton) ; Menrva (Minerve) ; Turan, déesse de la beauté (Vénus) ; Laran, dieu de la guerre (Mars) ; Fufluns (Bacchus) ; Thesan, déesse de la lumière (Aurore) ; Turms (Hermès) ; Aplu (Apollon).

## Divers
- Étiquette d'identification de langues IETF : ett